# مرینالینی سارابهای
مرینالینی سارابهای (انگلیسی: Mrinalini Sarabhai; ۱۱ مهٔ ۱۹۱۸ – ۲۱ ژانویهٔ ۲۰۱۶) رقصنده، استاد و مربی برجستهٔ رقص کلاسیک هندی بود. او به عنوان یکی از پیشگامان رقص‌های سنتی هند، به ویژه بهارتاناتیام و کُوچی‌پودی، شناخته می‌شود و سهم بزرگی در ترویج این هنر در سطح بین‌المللی داشت. او بنیان‌گذار آکادمی دارپانا بود، که یکی از مهم‌ترین مراکز آموزش هنرهای نمایشی در هند محسوب می‌شود.

## زندگی و تحصیلات
مرینالینی ساربهای در کِرالا، هند متولد شد و دوران کودکی خود را در یک محیط فرهنگی غنی سپری کرد. او تحصیلات ابتدایی خود را در مدرسه شبانه‌روزی سوئیس گذراند و سپس در دانشگاه شانتی نیکتان، تحت نظارت رابیندرانات تاگور، به مطالعهٔ هنر و ادبیات پرداخت. علاقهٔ او به رقص، او را به یادگیری بهارتاناتیام در مدرسهٔ کالاکشِترا و سپس کُوچی‌پودی و کَتهَکالی سوق داد.

## دوران حرفه‌ای
پس از تکمیل آموزش‌های خود، ساربهای به یکی از برجسته‌ترین هنرمندان رقص کلاسیک هند تبدیل شد. او در طول زندگی حرفه‌ای خود، بیش از ۳۰۰ اثر هنری را طراحی و اجرا کرد. رقص‌های او اغلب ترکیبی از هنر سنتی و بیانگری مدرن بودند و موضوعاتی مانند حقوق زنان، عدالت اجتماعی و صلح جهانی را به تصویر می‌کشیدند.
در سال ۱۹۴۸، او همراه با همسرش، ویکرام ساربهای، دانشمند برجستهٔ فضایی هند، آکادمی دارپانا را در احمدآباد تأسیس کرد. این آکادمی به یکی از مهم‌ترین مراکز آموزش رقص، موسیقی، تئاتر و هنرهای نمایشی تبدیل شد و هزاران هنرجو را در مسیر یادگیری هدایت کرد.

## افتخارات و جوایز
به دلیل دستاوردهای بزرگ خود، ساربهای جوایز متعددی دریافت کرد، از جمله:
- پادما بوشان (۱۹۹۲) – یکی از عالی‌ترین جوایز غیرنظامی هند
- پادما شری (۱۹۶۵) – به پاس خدمات برجسته در زمینهٔ هنر
- جایزه سَنگیت ناتاک آکادمی – معتبرترین جایزهٔ هنرهای نمایشی هند
- دکترای افتخاری از دانشگاه‌های مختلف

## زندگی شخصی
مرینالینی ساربهای با ویکرام ساربهای، پدر برنامهٔ فضایی هند، ازدواج کرد و فرزندان آن‌ها نیز در زمینه‌های علمی و هنری فعالیت کردند. او تا پایان عمر خود به ترویج و تدریس رقص ادامه داد و تأثیر عمیقی بر هنرهای نمایشی هند گذاشت.

## میراث و تأثیرات
او نه تنها یک رقصندهٔ برجسته بود، بلکه فعال حقوق زنان و مربی نسل‌های آینده نیز محسوب می‌شد. پس از درگذشت او در سال ۲۰۱۶، آکادمی دارپانا همچنان به عنوان میراثی از تعهد او به هنر، به فعالیت خود ادامه می‌دهد.
ساربهای با آثار هنری خود، نقشی بی‌بدیل در معرفی رقص کلاسیک هند به جهان ایفا کرد و همچنان به عنوان یکی از بزرگ‌ترین چهره‌های فرهنگی هند شناخته می‌شود.